# Islam Ramadan
Islam Ramadan Korany (18 mei 1993) is een Egyptisch baan- en wegwielrenner.

## Carrière
In de Ronde van Egypte van 2016, die al op 28 december 2015 begon, won Ramadan op oudjaarsdag samen met zijn team de ploegentijdrit waarna Islam Shawky de leiderstrui aan mocht trekken. De volgende etappe, op 2 januari 2016, wist Ramadan te winnen door Ali Nouisri te verslaan in een sprint-à-deux. In het klassement eindigde de Egyptenaar op een tiende plek, op ruim 21 minuten van winnaar Mounir Makhchoun. In februari 2016 nam Shawky deel aan de tweede Afrikaanse kampioenschappen baanwielrennen. Zowel in de teamsprint als de ploegenachtervolging behaalde hij, met zijn teamgenoten, een bronzen medaille. Later dat jaar werd hij nationaal kampioen op de weg door in een groep van vier renners als eerste over de streep te komen.

## Baanwielrennen

### Palmares
| Jaar | EK | AK                               | WK | Overig |
| ---- | -- | -------------------------------- | -- | ------ |
| 2016 |    | Teamsprint, Ploegenachtervolging |    |        |

## Wegwielrennen

### Overwinningen
2015
3e etappe Ronde van Egypte (ploegentijdrit)
2016
4e etappe Ronde van Egypte
 Egyptisch kampioen op de weg, Elite